# Крепость Бахла
Крепость Бахла — средневековая цитадель в городе Бахла, на дороге в Назву, в нижней части высокогорья Джебель-Ахдар. Считается старейшей крепостью Омана. Возведена из самана в XIII—XIV вв.

## История
Персы, занявшие эту часть Аравийского полуострова в IV—V веках нашей эры, впервые построили форт в этом месте. Племя Бани Набхан, основавшее династию Набхани, управляло территорией Омана с 1154 года до начала 1600-х годов. Бахла была построена в основном для защиты близлежащего оазиса Ябрин и торгового пути ладана, который вел в современные Сирию и Ирак.
В прошлом крепость Бахла использовалась как административный и военный центр, играя важную роль в защите региона и основных торговых путей. Замок построен на холме, что дало ему стратегическое положение, обеспечивающий широкий обзор окрестностей.
После включения ЮНЕСКО в список всемирного наследия в 1987 году архитектурный комплекс, к тому времени сильно обветшавший и частично обрушившийся, был закрыт на длительную реконструкцию.
С 2008 года крепость Бахла была включена в список объектов всемирного наследия, находящихся под угрозой, а в 2004 году исключена из этого списка.
Крепость в значительной степени сохранила свой аутентичный вид, тем не менее, из-за отсутствия должного ухода обширные участки внешних стен каждый год подвергаются разрушению после сезона дождей в этом регионе.

## Структура крепости
Крепость состоит из трех частей. Самая старая часть крепости — Аль-Касаба. Бейт аль-Хадис («новый дом») был построен династией Яриба (1624—1743). Бейт аль-Джабаль был возведен в XVIII веке.
Окружена 13-километровой стеной. Размеры крепости: южная стена — 112,5 м, восточная стена — 114,3 м, северная стена — 135,5 м.На трех этажах главного дворца находятся 55 комнат.

## Галерея

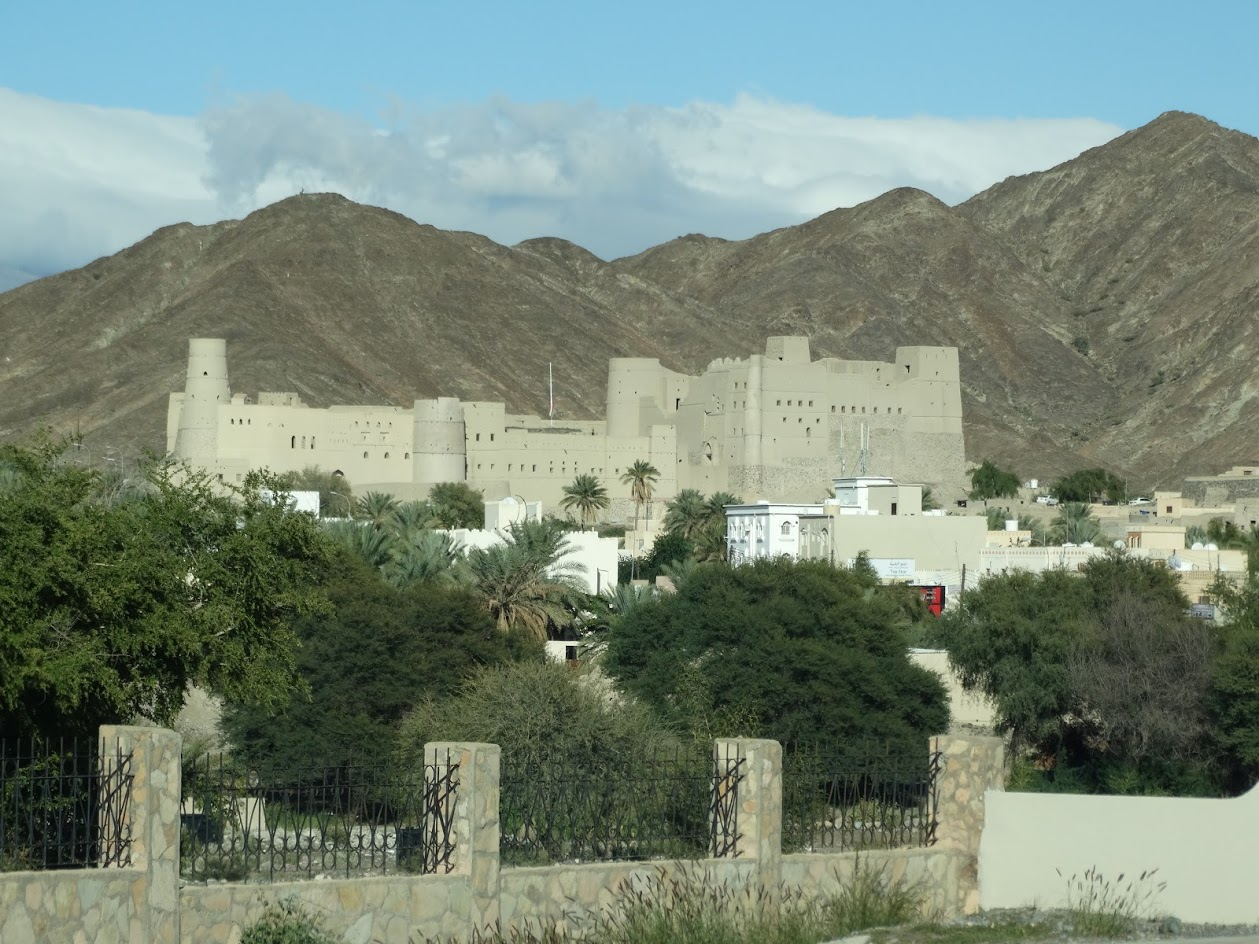
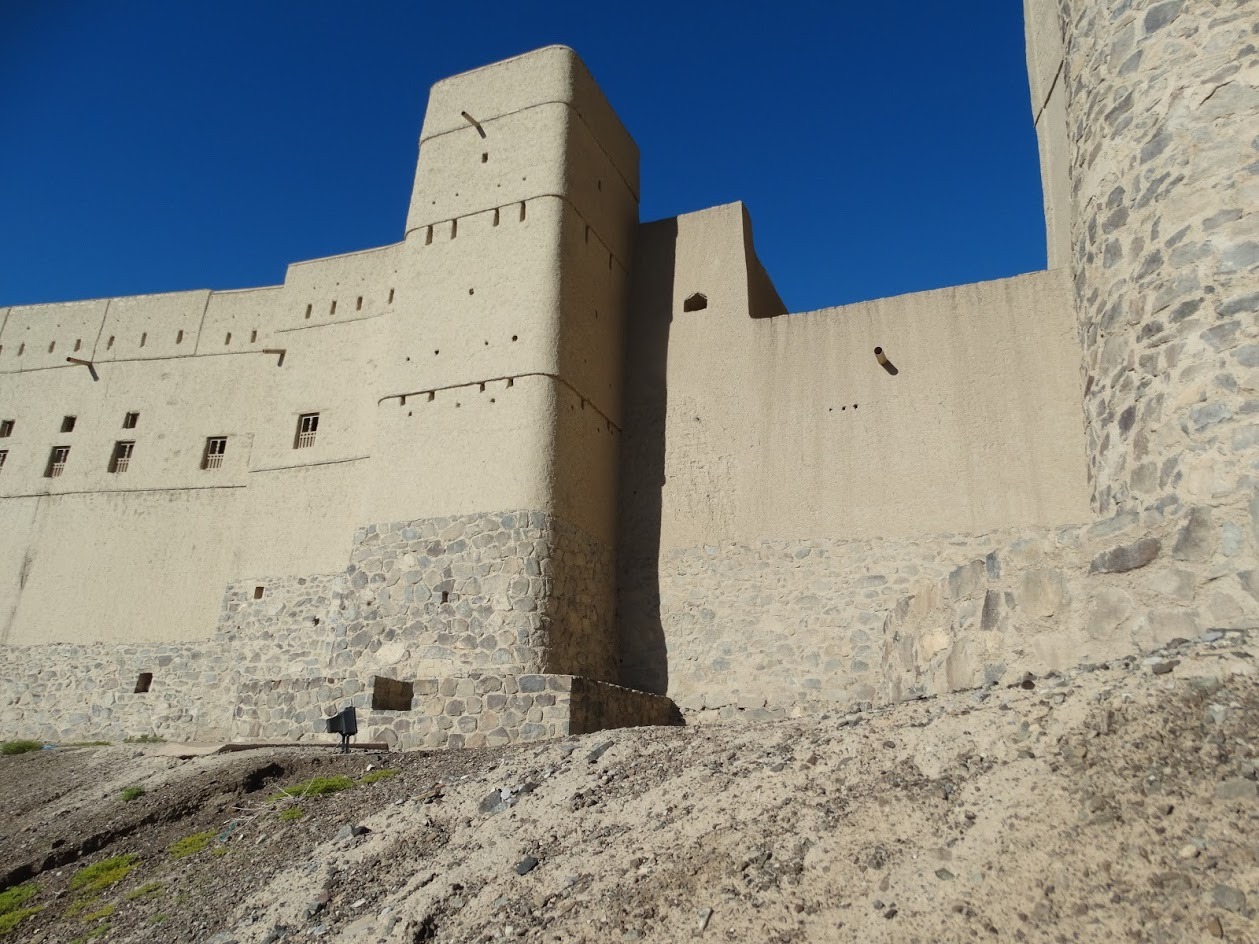
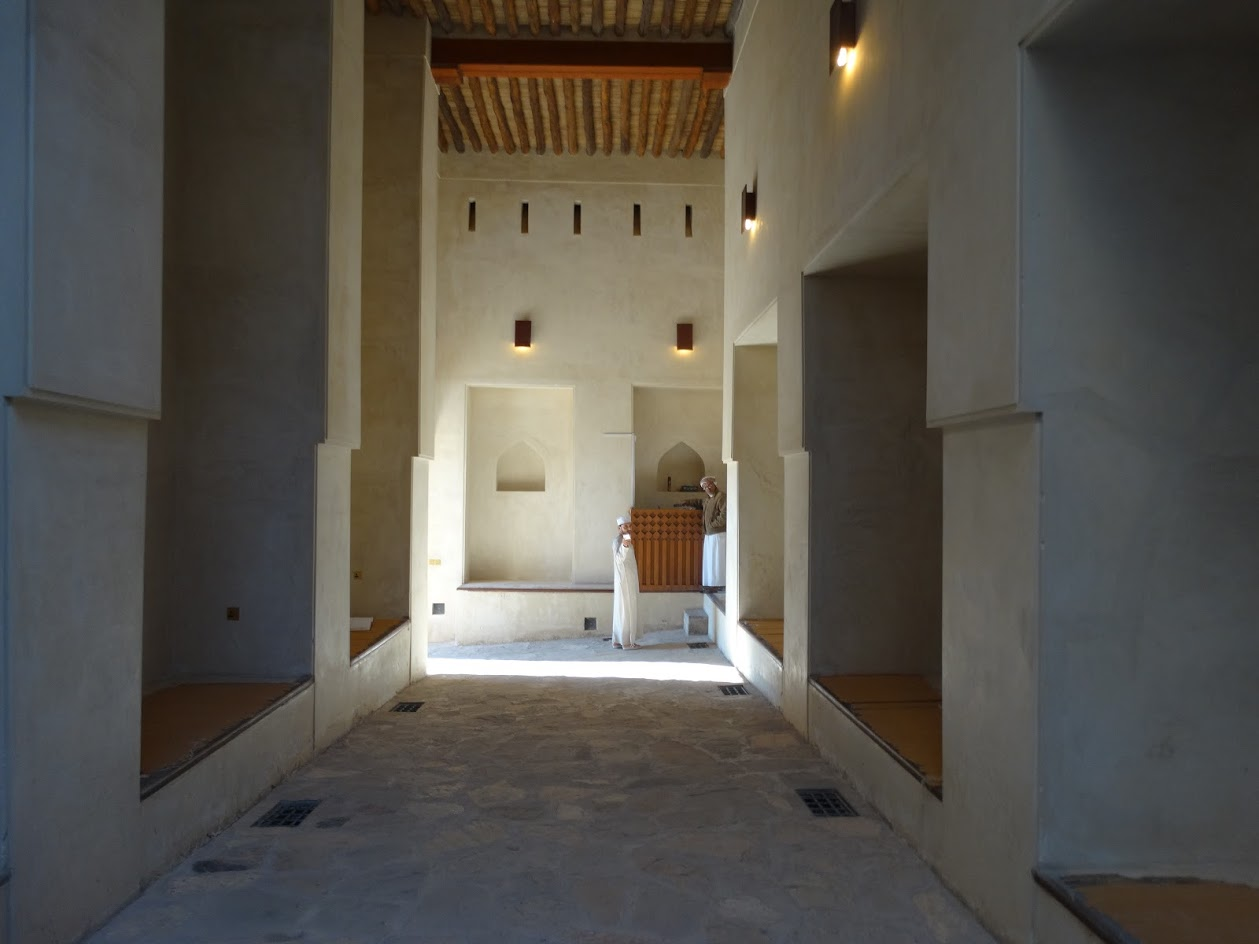
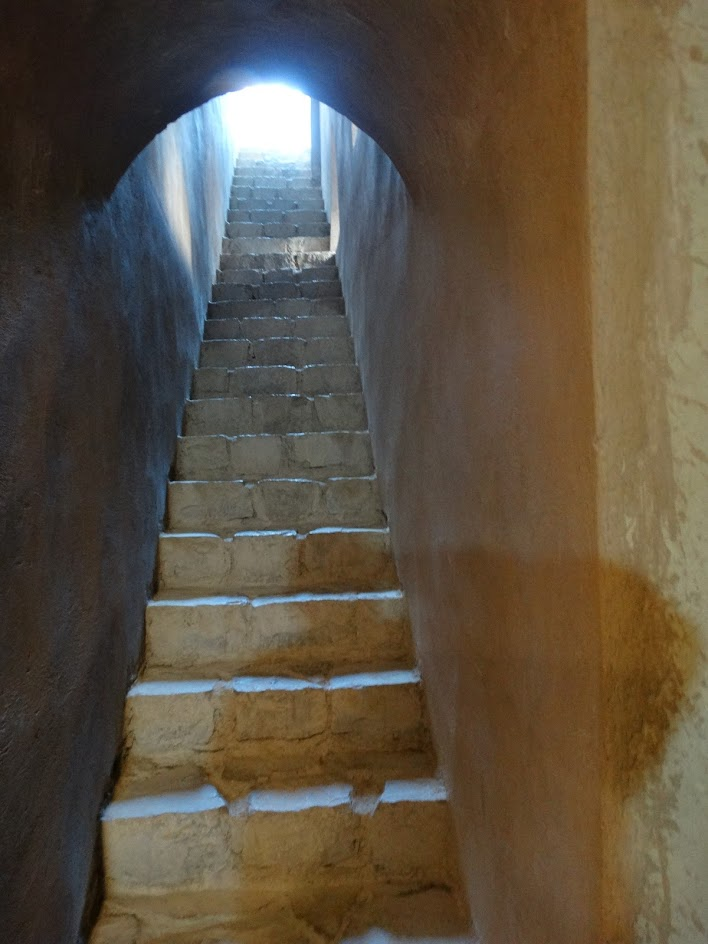
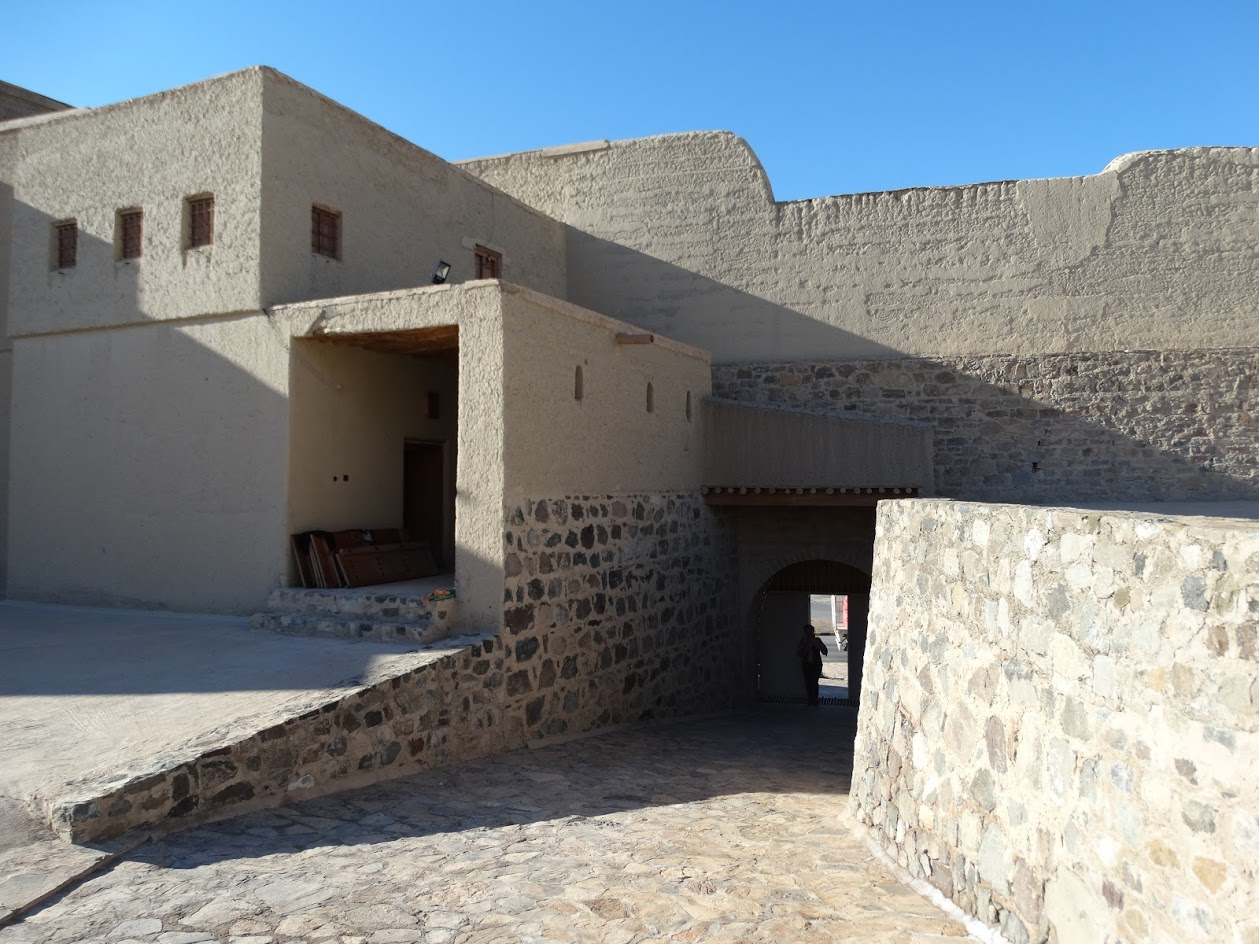
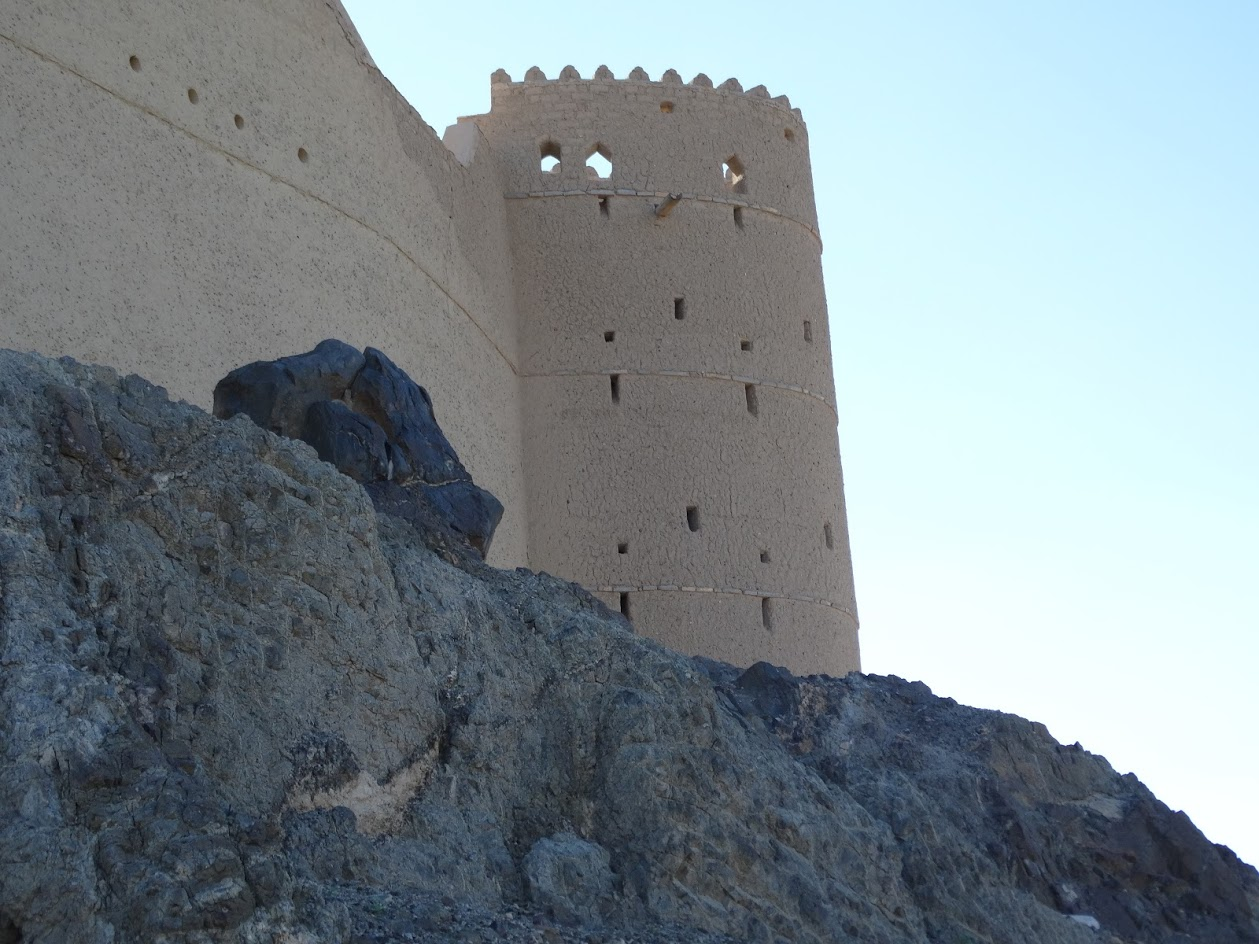
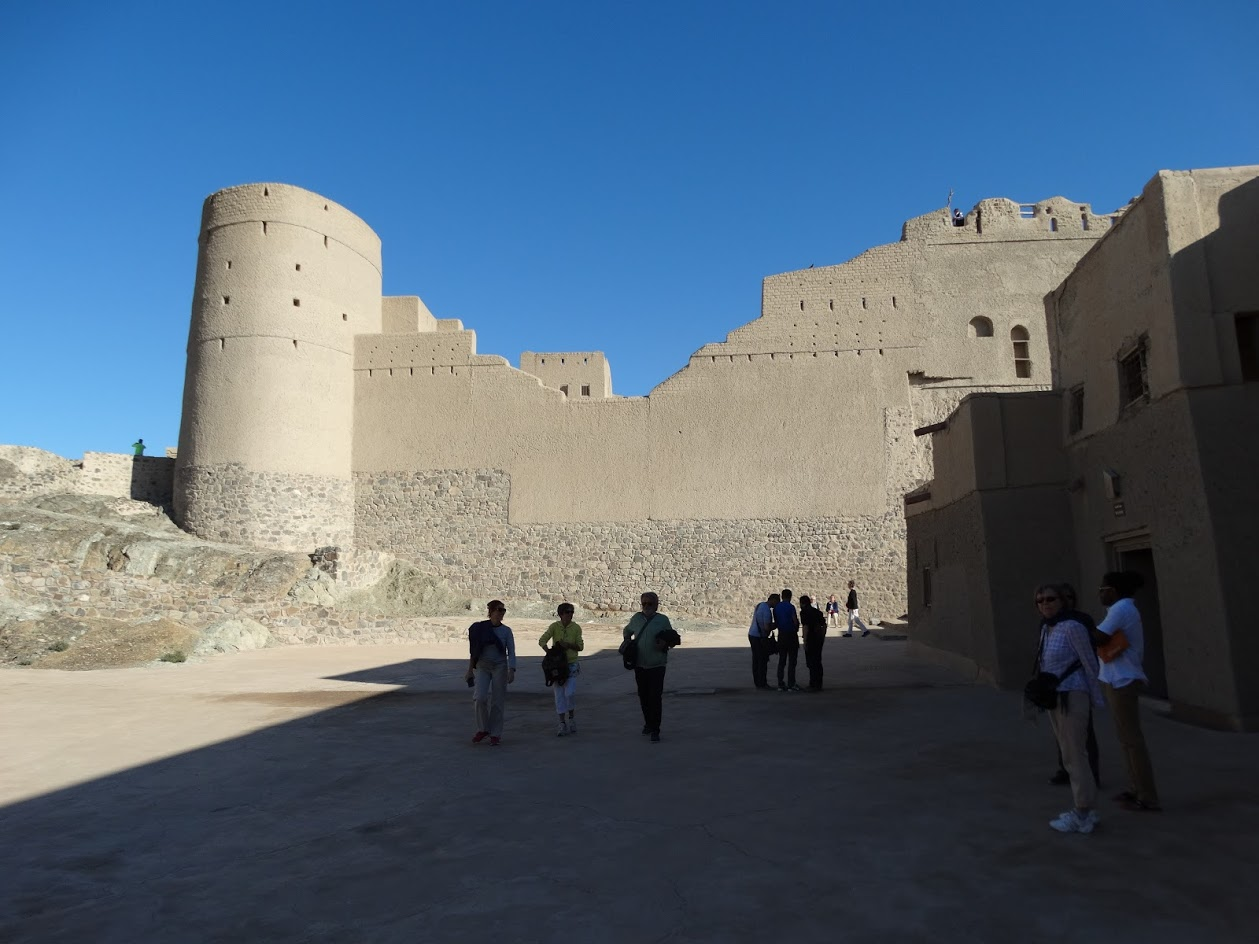